# Tricia Cooke
Pour les articles homonymes, voir Tricia et Cooke.
Tricia Cooke (née le 25 juin 1965) est une monteuse américaine.

## Biographie
Tricia Cooke, mariée au réalisateur et producteur de cinéma Ethan Coen depuis 1993, vit à New York.

## Filmographie
- 1998 : The Big Lebowski, de Joel et Ethan Coen
- 1999 : Le Quatrième Étage, de Josh Klausner
- 2000 : O'Brother, de Joel et Ethan Coen
- 2001 : The Barber, de Joel et Ethan Coen
- 2005 : The Notorious Bettie Page, de Mary Harron
- 2007 : Son ex et moi, de Jesse Peretz
- 2009 : New York, I Love You (segment de Natalie Portman)
- 2010 : Solitary Man, de Brian Koppelman et David Levien
- 2022 : Jerry Lee Lewis: Trouble in Mind (documentaire) d'Ethan Coen
- 2024 : Drive-Away Dolls d'Ethan Coen (également scénariste et productrice)
- 2025 : Honey Don't! d'Ethan Coen (également scénariste et productrice)